# Stasys Žvinys
Stasys Žvinys (* 26. September 1953 in Lėliai bei Molėtai) ist ein litauischer Politiker, Bürgermeister der Rajongemeinde Molėtai.

## Leben
Nach dem Abitur an der Mittelschule absolvierte er von 1971 bis 1976 das Diplomstudium der Hydrotechnik an der Lietuvos žemės ūkio akademija in Kaunas und wurde Ingenieur. Er arbeitete als Generaldirektor im Unternehmen UAB „Molesta“. Seit 2010 ist er Bürgermeister der Rajongemeinde Molėtai.
Er war Mitglied von Lietuvos krikščionių demokratų partija (LKDP) und Tėvynės sąjunga - Lietuvos krikščionys demokratai.
Er ist verheiratet und hat zwei Kinder.